# كورت يارا
كورت يارا (بالألمانية: Kurt Jara)‏ مواليد 14 أكتوبر 1950 في إنسبروك، هو لاعب كرة قدم نمساوي دولي سابق كان يلعب كلاعب وسط. اعتزل اللعب عام 1985 مع نادي غراسهوبر زيوريخ. سبق له أن لعب في كأس العالم لكرة القدم مع منتخب بلاده. بدأ مسيرته الرياضية عام 1968 مع فاكر إنسبروك.

## المسيرة الاحترافية

### أندية لعب لها
- واكر انسبروك
- نادي فالنسيا
- نادي دويسبورغ
- شالكه 04
- نادي غراسهوبر زيوريخ